# En t'attendant
En t'attendant (Väntar på dig) är Mélanie Laurents första studioalbum, utgivet i Frankrike den 2 maj 2011 av Atmosphériques. Laurent har arbetat med irländska artisten Damien Rice på skivan. Rice har även varit med och producerat skivan, och gästsjunger på två låtar.

## Låtlista
1. Début – 2:40
2. En t'attendant – 4:01
3. Everything You're Not Supposed to Be (feat. Damien Rice) – 5:32
4. Circus – 4:40
5. Kiss – 3:59
6. Je connais – 4:41
7. Pardon – 4:02
8. Insomnie – 4:07
9. Il fait gris – 4:52
10. Uncomfortable (feat. Damien Rice) – 5:50
11. Papa – 3:35
12. Fin – 2:11

### Fotnoter
1. ↑  http://www.twentyfourbit.com/post/3689477958/melanie-laurent-enlists-damien-rice-for-debut-album